# Железнодорожная Казарма 290 км
Железнодоро́жная Каза́рма 290 км, 290 км — населённый пункт (тип: станция) в Калманском районе Алтайском крае России. Входит в состав Шиловского сельсовета.

## География
Расположен в центральной части края, в пределах Приобского плато, при остановочном пункте 290 км Западно-Сибирской железной дороги.
Климат
Климат умеренный, резко континентальный. Средняя температура января составляет −17,7 °C, июля — +19,6 °C. Годовое количество атмосферных осадков — 350—400 мм.

## История
Посёлок возник благодаря строительству в 1910-х годах железнодорожной линии Барнаул — Семипалатинск Алтайской железной дороги.

## Население
| 1997 | 1998 | 1999 | 2000 | 2001 | 2002 | 2003 | 2004 | 2005 | 2006 | 2007 | 2008 |
| ---- | ---- | ---- | ---- | ---- | ---- | ---- | ---- | ---- | ---- | ---- | ---- |
| 8    | →8   | ↘6   | ↗9   | →9   | →9   | ↘7   | ↗8   | ↗9   | ↘8   | ↗9   | ↘5   |
| 2009 | 2010 | 2011 | 2012 | 2013 |      |      |      |      |      |      |      |
| ↗9   | ↗11  | ↗13  | →13  | ↘8   |      |      |      |      |      |      |      |

Национальный состав
Согласно результатам переписи 2002 года, в национальной структуре населения русские составляли 100 % от 10 чел.

## Инфраструктура
Путевое хозяйство Западно-Сибирской железной дороги.
Все услуги жители остановочного пункта получают в ближайших населённых пунктах.

## Транспорт
290 км доступен автомобильным и железнодорожным транспортом.
От центра сельсовета — села Шилово — идет просёлочная автодорога.
Остановочный пункт 290 км.